# 1953年ウィンブルドン選手権
1953年 ウィンブルドン選手権（1953ねんウィンブルドンせんしゅけん、The Championships, Wimbledon 1953）に関する記事。イギリス・ロンドン郊外にある「オールイングランド・ローンテニス・アンド・クローケー・クラブ」にて開催。

## シード選手

### 男子シングルス
1. ケン・ローズウォール　（ベスト8）
2. ビック・セイシャス　（初優勝）
3. メルビン・ローズ　（ベスト4）
4. ヤロスラフ・ドロブニー　（ベスト4）
5. ガードナー・ムロイ　（4回戦）
6. ルー・ホード　（ベスト8）
7. アーサー・ラーセン　（ベスト8）
8. エンリケ・モレア　（2回戦）

### 女子シングルス
1. モーリーン・コノリー　（優勝、大会2連覇）
2. ドリス・ハート　（準優勝）
3. シャーリー・フライ　（ベスト4）
4. ドロシー・ヘッド・ノード　（ベスト4）
5. アンジェラ・モーティマー　（ベスト8）
6. ヘレン・フレッチャー　（4回戦）
7. スーザン・シャトリエ　（3回戦）
8. ネリー・アダムソン　（4回戦）

### 男子ダブルス
1. ケン・ローズウォール＆ ルー・ホード
2. ガードナー・ムロイ＆ ビック・セイシャス
3. メルビン・ローズ＆ レックス・ハートウィグ
4. ヤロスラフ・ドロブニー＆ バッジ・パティー

### 女子ダブルス
1. ドリス・ハート＆ シャーリー・フライ
2. モーリーン・コノリー＆ ジュリア・サンプソン
3. ヘレン・フレッチャー＆ ジーン・クォーティアー
4. バーバラ・デビッドソン＆ ドロシー・ヘッド・ノード

### 混合ダブルス
1. ビック・セイシャス＆ ドリス・ハート
2. メルビン・ローズ＆ モーリーン・コノリー
3. ジェフリー・ペイシュ＆ ジーン・クォーティアー
4. エンリケ・モレア＆ シャーリー・フライ

## 大会経過

### 男子シングルス
準々決勝
- クルト・ニールセン vs.  ケン・ローズウォール　7-5, 4-6, 6-8, 6-0, 6-2
- ヤロスラフ・ドロブニー vs.  スベン・デビッドソン　7-5, 6-4, 6-0
- メルビン・ローズ vs.  アーサー・ラーセン　6-3, 6-3, 16-14
- ビック・セイシャス vs.  ルー・ホード　5-7, 6-4, 6-3, 1-6, 9-7

準決勝
- クルト・ニールセン vs.  ヤロスラフ・ドロブニー　6-4, 6-3, 6-2
- ビック・セイシャス vs.  メルビン・ローズ　6-4, 10-12, 9-11, 6-4, 6-3

### 女子シングルス
準々決勝
- モーリーン・コノリー vs.  エリカ・ヴォルマー　6-3, 6-0
- シャーリー・フライ vs.  ジュリア・サンプソン　6-4, 6-2
- ドロシー・ヘッド・ノード vs.  アンジェラ・モーティマー　6-4, 6-3
- ドリス・ハート vs.  ジュジャ・ケルメツィ　7-5, 7-5

準決勝
- モーリーン・コノリー vs.  シャーリー・フライ　6-1, 6-1
- ドリス・ハート vs.  ドロシー・ヘッド・ノード　6-2, 6-2

## 決勝戦の結果
男子シングルス
- ビック・セイシャス vs.  クルト・ニールセン　9-7, 6-3, 6-4

女子シングルス
- モーリーン・コノリー vs.  ドリス・ハート　8-6, 7-5

男子ダブルス
- ケン・ローズウォール＆ ルー・ホード vs.  メルビン・ローズ＆ レックス・ハートウィグ　6-4, 7-5, 4-6, 7-5

女子ダブルス
- ドリス・ハート＆ シャーリー・フライ vs.  モーリーン・コノリー＆ ジュリア・サンプソン　6-0, 6-0

混合ダブルス
- ビック・セイシャス＆ ドリス・ハート vs.  エンリケ・モレア＆ シャーリー・フライ　9-7, 7-5